# Uma Musume Pretty Derby
«Uma Musume Pretty Derby» (яп. ウマ娘 プリティーダービー, Uma Musume Puritī Dābī, Кобилички: Доленосне дербі) — мультимедійна франшиза, створена компанією Cygames. Мобільна гра для iOS та Android мала вийти наприкінці 2018 року, але її випуск було відкладено до лютого 2021 року. 13-серійний аніме-серіал виробництва студії P.A. Works транслювався з квітня по червень 2018 року. Другий сезон, створений Studio Kai, виходив з січня по березень 2021 року, а третій сезон — з жовтня по грудень 2023 року. Аніме-серіал, заснований на спіноф манзі «Umayon», транслювався з липня по вересень 2020 року. Короткий веб-аніме-серіал під назвою «Umayuru» вийшов у жовтні 2022 року. Другий веб-аніме-серіал «Uma Musume Pretty Derby: Road to the Top» вийшов у квітні 2023 року і налічував чотири епізоди. Аніме-фільм «Uma Musume Pretty Derby: Beginning of a New Era» вийшов в Японії у травні 2024 року. Аніме-серіал за мотивами манґи «Uma Musume: Cinderella Gray» почав транслюватися у квітні 2025 року.

## Сюжет
У світі, дуже схожому на наш, великі скакові коні минулого мають шанс переродитися як «дівчата-коні» — дівчата з кінськими вухами та хвостами, а також їхньою швидкістю та витривалістю. Найкращі з цих дівчат-коней тренуються в Токійській академії Трейсен, сподіваючись досягти слави та багатства як у перегонах, так і в ролі ідолів.

### Аніме (Сюжет)
Перший сезон розповідає про Спешл Вік, дівчину-коня зі старшої школи з сільської місцевості, яка щойно перевелася до Трейсен. Вона сповнена рішучості виконати свою обіцянку матері стати найкращою дівчиною-конем в Японії. Дорогою до школи вона відвідує іподром і миттєво закохується в стиль Сайленс Судзуки, вирішивши змагатися з нею в одній команді. Історія заснована на перегонах Спешл Вік у 1997—1999 роках, але не обов'язково ґрунтується на історичних фактах.
Другий сезон представляє Токай Тейо як головну героїню та зосереджується на інших другорядних персонажах, таких як Меджіро Маккуїн, Райс Шауер і Міхоно Бурбон. Як і кінь, на якому вона заснована, вона страждає від численних травм і намагається залишатися однією з найкращих гонщиць. Історія продовжується з першого сезону, але її зміст заснований на перегонах Токай Тейо з 1991 по 1993 рік.
Третій сезон представляє Кітасан Блек і Сатоно Даймонд як головних героїнь, зосереджуючись на їхніх стосунках, які зрештою переростуть у суперництво на іподромі. Водночас Кітасан змагається з фаворитом публіки, скаковим конем Дураменте. Історія продовжується з другого сезону, але її зміст заснований на перегонах Кітасан Блек з 2015 по 2017 рік.
«Uma Musume Pretty Derby: Road to the Top» розповідає про Наріту Топ Роуд як головну героїню та її суперництво з Т М Опера О та Адмайр Вега. Сюжет заснований на класичних перегонах 1999 року.
«Uma Musume Pretty Derby: Beginning of a New Era» представляє Джангл Покет як головну героїню та її суперництво з сучасниками. Вона зустрічає Фудзі Кісекі та прагне стати найкращим скаковим конем. Сюжет заснований на її дебютних перегонах у 2000 році до Кубка Японії у 2001 році.

### Манґа (Сюжет)
«Uma Musume: Cinderella Gray» зображує запеклі перегони між Огурі Кеп, яка походить з місцевих змагань, та її суперницями попереднього й наступного поколінь. Сюжет заснований на перегонах з 1987 по 1990 рік, що припадають на ранні роки епохи Хейсей, а також на протистоянні з Тамамо Кросс, Інарі Ван та Супер Крік.
«Uma Musume Pretty Derby: Star Blossom» розповідає про перегони Сакури Лорел та її суперниць, таких як Наріта Браян. Історія заснована на перегонах 1993 року, до дебюту Сакури Лорел.

### Відеогра (Сюжет)
Перша частина основної історії починається з виходу на пенсію Огурі Кеп та дебюту Меджіро Маккуїн у 1990 році й охоплює перегони Спешл Вік у 1999 році.
Друга частина основної історії представляє Райн Крафт, Цезаріо, Ейр Мессію та Дерінг Харт. У реальності ці чотири кобилиці народилися у 2002 році та брали участь у низці перегонів, включаючи Ока Сьо у 2005 році, де вони фінішували з першого по четверте місця.

### Театральна вистава (Сюжет)
«Uma Musume Pretty Derby: Sprinters' Story» представляє Дайтаку Геліос як головну героїню, а сюжет заснований на перегонах спринтерських коней у 1991 році.

## Медіа

### Відео ігри

#### Uma Musume Pretty Derby
Про гру було оголошено у 2016 році. Анімований трейлер від студії P.A. Works дебютував на тогорічній події AnimeJapan. Її випуск був запланований на кінець 2018 року, але був відкладений до 24 лютого 2021 року. Версія для ПК вийшла 10 березня 2021 року.
25 березня 2018 року було запущено YouTube-канал під назвою Pakatube! (яп. ぱかチューブっ!, Пакатюбу!). На каналі представлений персонаж Голд Шіп.
Станом на квітень 2024 року в грі налічується 96 ігрових «дівчат-коней». Друга частина основної історії вийшла у березні 2024 року.
24 червня 2024 року під час прямої трансляції на Pakatube! було оголошено про випуск англійської версії гри. Офіційний акаунт Umamusume: Pretty Derby English у X також незабаром повідомив цю новину.

#### Uma Musume Pretty Derby: Party Dash
«Uma Musume Pretty Derby: Party Dash» (яп. ウマ娘 プリティーダービー 熱血ハチャメチャ大感謝祭, Ума Мусуме Пріті Дабі Неккецу Хачамеча Дайкансясай), яка є відеогрою у жанрі «вечірка», вийшла на Nintendo Switch, PlayStation 4 та Steam 30 серпня 2024 року. Про гру було оголошено під час прямої трансляції Nintendo Direct 21 червня 2023 року. 22 лютого 2024 року стало відомо, що силуетом у логотипі є Стілл ін Лав, нова умамусуме, анонсована того ж дня.

### Манґа

#### Uma Musume Pretty Derby: Haru Urara, Do Your Best!
Манґа-серія під назвою «Uma Musume Pretty Derby: Haru Urara, Do Your Best!» (яп. ウマ娘 プリティーダービー ハルウララがんばる!, Ума Мусуме Пріті Дабі: Хару Урара, старайся!), написана Кацумі Накаямою та ілюстрована Хуан Ю (ZECO), публікувалася на вебсайті Cycomics компанії Cygames з 8 травня по 11 вересня 2016 року. Всього вийшло 10 епізодів. Це комікс, заснований на реальній історії Хару Урари, де Хару Урара є головною героїнею. Виробництво підтримали ферма Martha Farm, де справжня Хару Урара проводить решту свого життя, та Асоціація кінних перегонів префектури Коті. Наразі вона більше не доступна для розповсюдження та ще не була опублікована у форматі танкобону.

#### Starting Gate!: Uma Musume Pretty Derby
Манґа-серія під назвою «Starting Gate!: Uma Musume Pretty Derby» (яп. STARTING GATE! -ウマ娘 プリティーダービー-, Стартінґ Ґейто!: Ума Мусуме Пріті Дабі), написана Cygames та ілюстрована С. Косугі, почала публікуватися на вебсайті Cycomics компанії Cygames 25 березня 2017 року. Станом на 18 березня 2022 року манґа була зібрана у шість томів танкобон.
| № | Дата виходу                                             | ISBN                                                                  |
| - | ------------------------------------------------------- | --------------------------------------------------------------------- |
| 1 | 28 липня 2017 (Kodansha) 18 листопада 2021 (Shogakukan) | ISBN 978-4-06-509201-9 (Kodansha) ISBN 978-4-09-850710-8 (Shogakukan) |
| 2 | 28 січня 2018 (Kodansha) 18 листопада 2021 (Shogakukan) | ISBN 978-4-06-509247-7 (Kodansha) ISBN 978-4-09-850711-5 (Shogakukan) |
| 3 | 30 травня 2018 (Kodansha) 19 січня 2022 (Shogakukan)    | ISBN 978-4-06-509267-5 (Kodansha) ISBN 978-4-09-850712-2 (Shogakukan) |
| 4 | 29 березня 2019 (Kodansha) 19 січня 2022 (Shogakukan)   | ISBN 978-4-06-515533-2 (Kodansha) ISBN 978-4-09-850713-9 (Shogakukan) |
| 5 | 18 березня 2022 (Shogakukan)                            | ISBN 978-4-09-850714-6 (Shogakukan)                                   |
| 6 | 18 березня 2022 (Shogakukan)                            | ISBN 978-4-09-850715-3 (Shogakukan)                                   |

#### Umayon
Чотирикадрова манґа-серія під назвою «Umayon» (яп. うまよん), написана та ілюстрована Джет Кума, публікувалася на вебсайті Cycomics компанії Cygames з 30 березня 2018 року по 15 січня 2021 року. Танкобон недоступний для загального продажу, але входить до Blu-ray Box аніме.

#### Uma Musume: Cinderella Gray
Ще одна манґа, під назвою «Uma Musume: Cinderella Gray» (яп. ウマ娘 シンデレラグレイ, Ума Мусуме Сіндерэра Ґрей), створена Дзюнноске Іто, написана Масафумі Сугіурою та ілюстрована Таййо Кудзумі, почала виходити в журналі Weekly Young Jump видавництва Shueisha 11 червня 2020 року. Перший зібраний том танкобон вийшов 19 січня 2021 року. Станом на квітень 2025 року вийшло дев'ятнадцять томів. Головною героїнею є Огурі Кеп.
| №  | Дата виходу     | ISBN                   |
| -- | --------------- | ---------------------- |
| 1  | 19 січня 2021   | ISBN 978-4-08-891705-4 |
| 2  | 19 лютого 2021  | ISBN 978-4-08-891795-5 |
| 3  | 19 травня 2021  | ISBN 978-4-08-891896-9 |
| 4  | 18 серпня 2021  | ISBN 978-4-08-892050-4 |
| 5  | 17 грудня 2021  | ISBN 978-4-08-892077-1 |
| 6  | 18 лютого 2022  | ISBN 978-4-08-892223-2 |
| 7  | 18 травня 2022  | ISBN 978-4-08-892302-4 |
| 8  | 19 серпня 2022  | ISBN 978-4-08-892401-4 |
| 9  | 19 грудня 2022  | ISBN 978-4-08-892533-2 |
| 10 | 17 березня 2023 | ISBN 978-4-08-892657-5 |
| 11 | 19 червня 2023  | ISBN 978-4-08-892785-5 |
| 12 | 19 вересня 2023 | ISBN 978-4-08-892824-1 |
| 13 | 19 грудня 2023  | ISBN 978-4-08-893104-3 |
| 14 | 18 березня 2024 | ISBN 978-4-08-893121-0 |
| 15 | 19 червня 2024  | ISBN 978-4-08-893239-2 |
| 16 | 19 вересня 2024 | ISBN 978-4-08-893379-5 |
| 17 | 18 грудня 2024  | ISBN 978-4-08-893583-6 |
| 18 | 18 березня 2025 | ISBN 978-4-08-893476-1 |
| 19 | 17 квітня 2025  | ISBN 978-4-08-893649-9 |
| 20 | 18 червня 2025  | ISBN 978-4-08-893694-9 |

#### Uma Musume Pretty Derby: Uma Musumeshi
Ще одна манґа під назвою «Uma Musume Pretty Derby: Uma Musumeshi» (яп. ウマ娘 プリティーダービー うまむすめし) почала публікуватися на вебсайті Cycomics компанії Cygames 2 березня 2023 року. Станом на грудень 2024 року вийшло п'ять томів.
| № | Дата виходу    | ISBN                   |
| - | -------------- | ---------------------- |
| 1 | 19 липня 2023  | ISBN 978-4-09-852338-2 |
| 2 | 19 жовтня 2023 | ISBN 978-4-09-852880-6 |
| 3 | 28 лютого 2024 | ISBN 978-4-09-853103-5 |
| 4 | 19 червня 2024 | ISBN 978-4-09-853334-3 |
| 5 | 19 грудня 2024 | ISBN 978-4-09-8536207  |

#### Uma Musume Pretty Derby: Star Blossom
Манґа під назвою «Uma Musume Pretty Derby: Star Blossom» (яп. ウマ娘 プリティーダービー スターブロッサム, Ума Мусуме Пріті Дабі: Зоряний Цвіт), написана Мондзюсакі та ілюстрована Шін Хотані, почала публікуватися в онлайн-журналах Shōnen Jump+ видавництва Shueisha, додатку YanJan! та на вебсайті Tonari no Young Jump 10 квітня 2023 року. Станом на березень 2025 року вийшло чотири томи. Головною героїнею є Сакура Лорел.
| № | Дата виходу     | ISBN                   |
| - | --------------- | ---------------------- |
| 1 | 19 вересня 2023 | ISBN 978-4-08-892828-9 |
| 2 | 18 березня 2024 | ISBN 978-4-08-893136-4 |
| 3 | 19 вересня 2024 | ISBN 978-4-08-893368-9 |
| 4 | 18 березня 2025 | ISBN 978-4-08-893601-7 |

#### Uma Musume: PisuPisu☆SupiSupi Golshi-chan
Манґа під назвою «Uma Musume: PisuPisu☆SupiSupi Golshi-chan» (яп. ウマ娘 ピスピス☆スピスピ ゴルシちゃん), написана та ілюстрована Наокі Шібатою, почала публікуватися на вебсайті манґи Weekly CoroCoro Comic видавництва Shogakukan 29 листопада 2023 року. Головною героїнею є Голд Шип. Станом на березень 2025 року вийшло чотири томи.
| № | Дата виходу     | ISBN                   |
| - | --------------- | ---------------------- |
| 1 | 28 лютого 2024  | ISBN 978-4-09-143703-7 |
| 2 | 27 червня 2024  | ISBN 978-4-09-149740-6 |
| 3 | 18 грудня 2024  | ISBN 978-4-09-149839-7 |
| 4 | 28 березня 2025 | ISBN 978-4-09-154018-8 |

### Аніме
13-серійний аніме-серіал транслювався з 2 квітня по 18 червня 2018 року на телеканалі Tokyo MX, перші два епізоди були показані в один день. Crunchyroll здійснював потокове мовлення серіалу. Режисером аніме виступив Кей Ойкава зі студії P.A. Works, сценарій написали Масафумі Сугіура та Акіхіро Ішіхара. Музику створив гурт Utamaro Movement на лейблі Lantis. Початковою темою першого сезону стала композиція «Make Debut», а завершальною — «Grow Up Shine!». Обидві пісні виконали Спешл Вік (Азумі Вакі), Сайленс Судзука (Маріка Коно), Токай Тейо (Мачіко), Водка (Аяка Охаші), Дайва Скарлет (Чіса Кімура), Голд Шип (Хітомі Уеда) та Меджіро Маккуїн (Саорі Оніші).
Другий сезон, зі збереженням акторського складу та заміною P.A. Works на Studio Kai у виробництві анімації, транслювався з 5 січня по 30 березня 2021 року.
22 лютого 2022 року на YouTube вийшла нова анімація «1st Anniversary Special Animation», присвячена першій річниці гри. Ця робота є продовженням другого сезону аніме. Третій сезон було анонсовано 6 листопада 2022 року. Шінго Нагай та Тецуя Кобарі стали супервайзерами сценарію, а Studio Kai та решта основної команди повернулися з попередніх сезонів. Трансляція сезону проходила з 5 жовтня по 28 грудня 2023 року.

#### Спінофи та фільм
Аніме-серіал, заснований на чотирикадровій спіноф манзі «Umayon» (яп. うまよん), транслювався з 7 липня по 22 вересня 2020 року. Режисером серіалу виступив Сейя Міядзіма на студіях DMM.futureworks та W-Toon Studio.
8 грудня 2021 року вийшов Blu-ray диск, що містив основну історію, 12 епізодів нової OVA та том манґи. 5 травня 2022 року було анонсовано новий короткий аніме-серіал під назвою «Umayuru» (яп. うまゆる). Його анімацією займалася студія Scooter Films, Міядзіма повернувся як режисер та дизайнер персонажів, а Сейічіро Мотідзукі та Юмі Сузуморі написали сценарій. Прем'єра серіалу відбулася на YouTube 16 жовтня 2022 року.
Аніме ONA-серіал під назвою «Uma Musume Pretty Derby: Road to the Top» (яп. ウマ娘 プリティーダービー Road to the Top, Ума Мусуме Пріті Дабі: Шлях на вершину) було анонсовано 4 травня 2022 року. Його анімацією займалася студія CygamesPictures, режисером став Ченчжі Ляо, Тецуя Кобарі контролював сценарій та виступав як сценарний директор, а Дзюн Ямадзакі розробив дизайн персонажів та став головним режисером анімації. Прем'єра серіалу відбулася на YouTube 16 квітня 2023 року. Компіляційний фільм аніме демонструвався в японських кінотеатрах протягом двох тижнів, починаючи з 10 травня 2024 року, перед виходом «Beginning of a New Era».
Аніме-фільм під назвою «Uma Musume Pretty Derby: Beginning of a New Era» (яп. ウマ娘 プリティーダービー 新時代の扉, Ума Мусуме Пріті Дабі: Початок нової ери) з Джангл Покет у головній ролі було анонсовано 28 грудня 2023 року. Його анімацією займалася студія CygamesPictures, режисером став Кен Ямамото, Кійоко Йошімура написала сценарій, Тецуя Кобарі контролював сценарій та виступав як сценарний директор, Дзюн Ямадзакі розробив дизайн персонажів та став головним режисером анімації, а Йошіакі Фудзісава та Масару Йокояма написали музику. Фільм вийшов у японських кінотеатрах 24 травня 2024 року.
Аніме-серіал за мотивами манґи «Uma Musume: Cinderella Gray» було анонсовано 23 серпня 2024 року. Його виробництвом займається студія CygamesPictures, режисерами стали Юкі Іто та Такехіро Міура, Акі Кіндайчі відповідає за композицію серіалу, Масафумі Сугіура написав сценарій, Такуя Міяхара та Кейго Сасакі розробили дизайн персонажів, а Кендзі Каваї та Шюхей Муцукі написали музику. Серіал виходить двома розділеними частинами на телеканалах TBS та його філіалах, прем'єра першої частини відбулася 6 квітня 2025 року. Початковою темою першої частини стала пісня «Koeru» (яп. 超える, Перевершити) у виконанні гурту Alexandros, а завершальною — «∞» у виконанні Томойо Такаянагі у ролі її персонажа Огурі Кеп. Компанія REMOW ліцензувала серіал для потокового перегляду на Amazon Prime Video у Північній Америці, на YouTube-каналі It's Anime в окремих регіонах, на Anime Onegai в Латинській Америці та на ADN у Європі. Netflix ліцензував серіал для потокового перегляду в Азійсько-Тихоокеанському регіоні.

### Театральна вистава
«Uma Musume Pretty Derby: Sprinters' Story» (яп. 舞台「ウマ娘 プリティーダービー」〜Sprinters' Story〜) йшла з 15 по 29 січня 2023 року в залі Stellar Ball готелю Shinagawa Prince в Токіо. Сюжет розповідає про Дайтаку Геліос, Яманін Зефір, Дайічі Рубі та К. С. Міракл на Кубку Такамацуномія.

## Культурний вплив і сприйняття

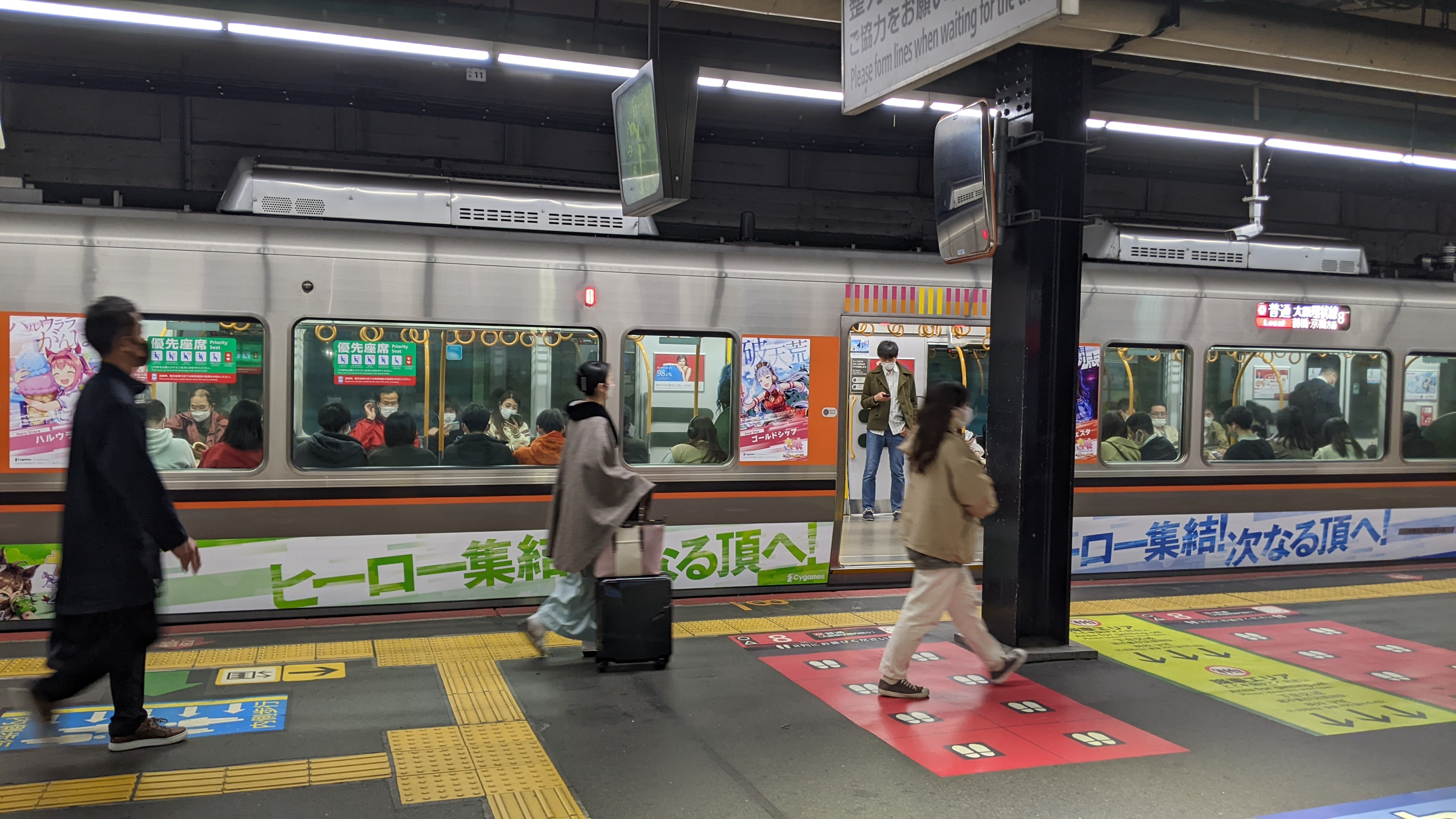
Розміщення реклами на поїздах серії JR West 323 на кільцевій лінії Осака на станції Теннодзі в Осаці.

### Відео гра
Мобільна гра протягом десяти місяців після випуску зібрала майже 965 мільйонів доларів США в Японії до 16 грудня 2021 року. Це зробило її дев'ятою за величиною валового доходу мобільною грою у світі у 2021 році. Загальний річний дохід гри у 2021 році склав 990 мільйонів доларів США. За даними аналізу Sensor Tower, станом на березень 2024 року гра заробила понад 2,4 мільярда доларів США.
Згідно з «Білою книгою Famitsu про мобільні ігри 2022» від Kadokawa Corporation, орієнтовний внутрішній обсяг продажів гри в Японії у 2021 році склав 805 мільйонів доларів США, значно випередивши друге місце. У рейтингу продажів ігор Google Play в Японії вона посідала перше місце протягом 111 днів поспіль з 28 лютого по 18 червня 2021 року.
Крім того, вона посіла друге місце в «Топ-30 хітових продуктів 2021 року», опублікованому в грудневому номері журналу Nikkei Trendy за 2021 рік, інформаційного журналу, що видається Nikkei BP, а також виграла головний приз «Найкраща гра 2021 року» в категорії ігор, а також Головний приз за голосуванням користувачів та нагороду в категорії «Захоплююче» в «Google Play Best of 2021», оголошеному 30 листопада 2021 року.
У 2022 році Abema, ще одна дочірня компанія CyberAgent, вперше в Японії змогла транслювати всі 64 матчі Чемпіонату світу з футболу 2022 року в прямому ефірі та безкоштовно, значною мірою завдяки великому прибутку, отриманому від «Uma Musume Pretty Derby».

### Манґа
Манґа-спіноф «Uma Musume: Cinderella Gray» була номінована на сьому премію Next Manga Awards у категорії «Найкраща друкована манґа» та посіла друге місце серед 50 номінантів, поступившись лише «Oshi no Ko».

### Аніме
Blu-ray видання другого сезону аніме-серіалу стало найбільш продаваним домашнім відео серед телевізійних аніме-серіалів в Японії.
Компіляційний фільм «Uma Musume Pretty Derby: Road to the Top» дебютував на шостому місці в японському прокаті у свій перший вікенд. Через два тижні фільм «Uma Musume Pretty Derby: Beginning of a New Era» дебютував на першому місці за касовими зборами, заробивши понад 354 мільйони єн у свій перший вікенд, та на другому місці за кількістю проданих квитків.

### Інше
Масаюкі Гото, 15-й голова Японської асоціації кінних перегонів (JRA), у інтерв'ю для Weekly Gallop, опублікованому в грудні 2021 року, висловив свою вдячність «Uma Musume Pretty Derby» за її позитивний вплив на спільноту кінних перегонів.